# Gaultheria longiracemosa
Gaultheria longiracemosa là một loài thực vật có hoa trong họ Thạch nam. Loài này được Y.C.Yang mô tả khoa học đầu tiên năm 1941.